# Grande Prêmio de Mônaco de 1971
Resultados do Grande Prêmio de Mônaco de Fórmula 1 realizado em Montecarlo em 23 de maio de 1971. Terceira etapa da temporada e ducentésima corrida na história da categoria, teve como vencedor o britânico Jackie Stewart, da Tyrrell-Ford.

## Classificação da prova
| Pos. | Nº | Piloto               | Construtor       | Voltas | Tempo/Diferença   | Grid | Pontos     |
| ---- | -- | -------------------- | ---------------- | ------ | ----------------- | ---- | ---------- |
| 1    | 11 | Jackie Stewart       | Tyrrell-Ford     | 80     | 1:52:21.3         | 1    | 9          |
| 2    | 17 | Ronnie Peterson      | March-Ford       | 80     | + 25.6            | 6    | 6          |
| 3    | 4  | Jacky Ickx           | Ferrari          | 80     | + 53.3            | 2    | 4          |
| 4    | 9  | Denny Hulme          | McLaren-Ford     | 80     | + 1:06.7          | 8    | 3          |
| 5    | 1  | Emerson Fittipaldi   | Lotus-Ford       | 79     | + 1 volta         | 17   | 2          |
| 6    | 24 | Rolf Stommelen       | Surtees-Ford     | 79     | + 1 volta         | 16   | 1          |
| 7    | 22 | John Surtees         | Surtees-Ford     | 79     | + 1 volta         | 10   |            |
| 8    | 27 | Henri Pescarolo      | March-Ford       | 77     | + 3 voltas        | 13   |            |
| 9    | 15 | Pedro Rodríguez      | BRM              | 76     | + 4 voltas        | 5    |            |
| 10   | 8  | Tim Schenken         | Brabham-Ford     | 76     | + 4 voltas        | 18   |            |
| Ret  | 14 | Jo Siffert           | BRM              | 58     | Tubo de óleo      | 3    |            |
| Ret  | 21 | Jean-Pierre Beltoise | Matra            | 47     | Diferencial       | 7    |            |
| Ret  | 20 | Chris Amon           | Matra            | 45     | Diferencial       | 4    |            |
| Ret  | 5  | Clay Regazzoni       | Ferrari          | 24     | Acidente          | 11   |            |
| Ret  | 10 | Peter Gethin         | McLaren-Ford     | 22     | Acidente          | 14   |            |
| Ret  | 2  | Reine Wisell         | Lotus-Ford       | 21     | Rolamento de roda | 12   |            |
| Ret  | 12 | François Cevert      | Tyrrell-Ford     | 5      | Acidente          | 15   |            |
| Ret  | 7  | Graham Hill          | Brabham-Ford     | 1      | Acidente          | 9    |            |
| DNQ  | 16 | Howden Ganley        | BRM              |        |                   |      |            |
| DNQ  | 6  | Mario Andretti       | Ferrari          |        |                   |      |            |
| DNQ  | 19 | Nanni Galli          | March-Alfa Romeo |        |                   |      | [ nota 2 ] |
| DNQ  | 18 | Alex Soler-Roig      | March-Ford       |        |                   |      |            |
| DNQ  | 28 | Skip Barber          | March-Ford       |        |                   |      |            |

## Tabela do campeonato após a corrida
|    | Pos. | Piloto          | Pontos |
| -- | ---- | --------------- | ------ |
|    | 1    | Jackie Stewart  | 24     |
| 1  | 2    | Jacky Ickx      | 10     |
| 1  | 3    | Mario Andretti  | 9      |
| 11 | 4    | Ronnie Peterson | 6      |
| 1  | 5    | Chris Amon      | 6      |

|   | Pos. | Construtor   | Pontos |
| - | ---- | ------------ | ------ |
| 1 | 1    | Tyrrell-Ford | 24     |
| 1 | 2    | Ferrari      | 19     |
| 6 | 3    | March-Ford   | 6      |
| 1 | 4    | Matra        | 6      |
| 1 | 5    | McLaren-Ford | 6      |

- Nota: Somente as primeiras cinco posições estão listadas. Em 1971 os pilotos computariam cinco resultados nas seis primeiras corridas do ano e quatro nas últimas cinco. Neste ponto esclarecemos: na tabela dos construtores figurava somente o melhor colocado dentre os carros de um time.